# Juhonpieti och Erkheikki
Juhonpieti och Erkheikki är en av SCB avgränsad och namnsatt småort i Pajala distrikt i Pajala kommun, men husen i Juhonpieti har adressen "Juhonpieti" och husen i Erkheikki har adressen "Erkheikki". Småorten omfattar bebyggelse i de gamla byarna Juhonpieti och Erkheikki i Pajala socken. 
Juhonpieti grundades av landsknekten Per (Persson) Karvonen från Pajala nämnd 1628–1660. Han var son till skogsfinske nybyggaren Per (Pålsson) Karvonen nämnd i Pajala 1596–1624. Byn är uppkallad efter sonsonen Per Johansson Karvonen (död 1743), vilkens finska namnform var ”Juhon Pieti”.
Erkheikki grundades 1651 av Erik Eriksson Niva från Pajala, sonsonson till Pajalas grundare, skogsfinske nybyggaren Lasse (Pålsson) Pajanen nämnd 1587–1596. Byn är uppkallad efter Erik Eriksson Nivas son Henrik Eriksson Erkki, vilkens finska namnform var ”Erkin Heikki”.
Sveriges första avdelning av JUF (Jordbrukare-Ungdomens Förbund) startades i Erkheikki 1918 av bröderna Svante och William Snell.

## Befolkningsutveckling
| Befolkningsutvecklingen i Juhonpieti och Erkheikki 1990–2015 | Befolkningsutvecklingen i Juhonpieti och Erkheikki 1990–2015 | Befolkningsutvecklingen i Juhonpieti och Erkheikki 1990–2015 | Befolkningsutvecklingen i Juhonpieti och Erkheikki 1990–2015 | Befolkningsutvecklingen i Juhonpieti och Erkheikki 1990–2015 |
| ------------------------------------------------------------ | ------------------------------------------------------------ | ------------------------------------------------------------ | ------------------------------------------------------------ | ------------------------------------------------------------ |
|                                                              |                                                              |                                                              |                                                              |                                                              |
| År                                                           |                                                              |                                                              | Folkmängd                                                    | Areal (ha)                                                   |
| 1990                                                         | 1990                                                         |                                                              | 170                                                          | 74#                                                          |
| 1995                                                         | 1995                                                         |                                                              | 153                                                          | 75#                                                          |
| 2000                                                         | 2000                                                         |                                                              | 142                                                          | 75#                                                          |
| 2005                                                         | 2005                                                         |                                                              | 129                                                          | 86#                                                          |
| 2010                                                         | 2010                                                         |                                                              | 118                                                          | 86#                                                          |
| 2015                                                         | 2015                                                         |                                                              | 143                                                          | 85#                                                          |
| Anm.: # Som småort.                                          |                                                              |                                                              |                                                              |                                                              |

Vid folkräkningen den 31 december 1890 bodde 169 personer i Erkheikki. Vid samma folkräkning den 31 december 1890 bodde 91 personer i Juhonpieti.